# HD 125283
HD 125283，又名CD-36 9268，SAO 205430、HR 5357，是一颗恒星，视星等为5.94，位于銀經321.83，銀緯22.62，其B1900.0坐标为赤經14h 13m 20.9s，赤緯-36° 22.62′ 26″。